# Szponiastonóg łuskowany
Szponiastonóg łuskowany, frankolin łuskowany (Pternistis squamatus) – gatunek średniej wielkości afrykańskiego ptaka z rodziny kurowatych (Phasianidae). Osiadły.

## Systematyka
Międzynarodowy Komitet Ornitologiczny (IOC) wyróżnia obecnie (2020) trzy podgatunki P. squamatus:
- szponiastonóg łuskowany[4] (P. s. squamatus) (Cassin, 1857) – południowo-wschodnia Nigeria do północnej i wschodniej Demokratycznej Republiki Konga, Gabonu i Konga
- szponiastonóg plamisty[4] (P. s. schuetti) (Cabanis, 1880) – wschodnia Demokratyczna Republika Konga do Ugandy, środkowej i południowo-zachodniej Kenii oraz środkowej Etiopii; ponadto północno-wschodnia i południowo-wschodnia Tanzania oraz północne Malawi (Płaskowyż Viphya). Proponuje się wydzielenie tego podgatunku wraz z maranensis do osobnego gatunku P. schuetti. Wstępnie włączono też do niego wyróżniane wcześniej podgatunki usambarae, uzungwensis i doni.
- P. s. maranensis (Mearns, 1910) – południowo-wschodnia Kenia i północno-wschodnia Tanzania

## Morfologia
Wygląd zewnętrzny: Ptak o pokroju zbliżonym do kuropatwy, ciemno ubarwiony i gęsto nakrapiany.
Rozmiary: długość ciała: ok. 33 cm.
Masa ciała: samiec 372–565 g, samica 377–515 g.

## Występowanie

### Środowisko
Wiecznie zielone lasy i gęste plantacje, 800 do 3000 m n.p.m.

### Zasięg występowania
Zamieszkuje Afrykę równikową: Angolę, Burundi, Kamerun, Republikę Środkowoafrykańską, Kongo, Demokratyczną Republikę Konga, Gwineę Równikową, Etiopię, Gabon, Kenię, Malawi, Nigerię, Rwandę, Sudan, Sudan Południowy, Tanzanię i Ugandę.

## Pożywienie
Owoce i nasiona, często także rośliny uprawne takie jak bataty i orzechy arachidowe. Dietę uzupełnia owadami.

## Rozród
Gatunek najprawdopodobniej monogamiczny.
Gniazdo to płytkie zagłębienie wyściełane trawą lub liśćmi.
Okres lęgowy: niemal cały rok.
Jaja: znosi 3–8 jaj.

## Status
Status według kryteriów Czerwonej księgi gatunków zagrożonych: gatunek najmniejszej troski (LC – least concern). Trend liczebności populacji jest spadkowy.